# Sharon Ventura
Sharon Ventura é uma personagem da Marvel Comics. Ela já foi conhecida por Mulher-Coisa. Ela já foi membro do Quarteto Fantástico.

## História
Sharon entrou para o Quarteto quando o começou a namorar o Coisa. Ela ficou um bom tempo com o codinome Miss Marvel, porém esse também era o codinome de Carol Danvers. Sharon, por ter a aparência igual ao Coisa, também foi chamada de Mulher-Coisa (She-Thing no original), codinome que continuou usando até sair do Quarteto.

## Poderes e Habilidades
Assim como Ben Grimm, ela tem o corpo constituído por um tipo de rocha quase impermeável. Tem superforça e uma resistência incrível.